# Здохня
Здохня (Здо́хня, Вздохня; устар. Большое Здохня) — небольшое мелководное озеро в Екатеринбурге. Располагается на территории Верх-Исетского района в низине на правом (южном) берегу Верх-Исетского пруда, с которым соединено протоком. Ранее называлось Большое Здохня, поскольку рядом находилось озерко Малое Здохня, которое ныне заросло и превратилось в болото. Площадь поверхности — 0,2 км². Высота над уровнем моря — 250 м.

## Этимология
Название озера происходит от диалектного глагола «здохнуть (вздохнуть)» — «перевести дух» в значении (о воде) «остановиться после убыли или начать прибывать». Название связывают с остаточным характером озера после формирования Верх-Исетского пруда или с сезонными колебаниями уровня воды.

## Описание

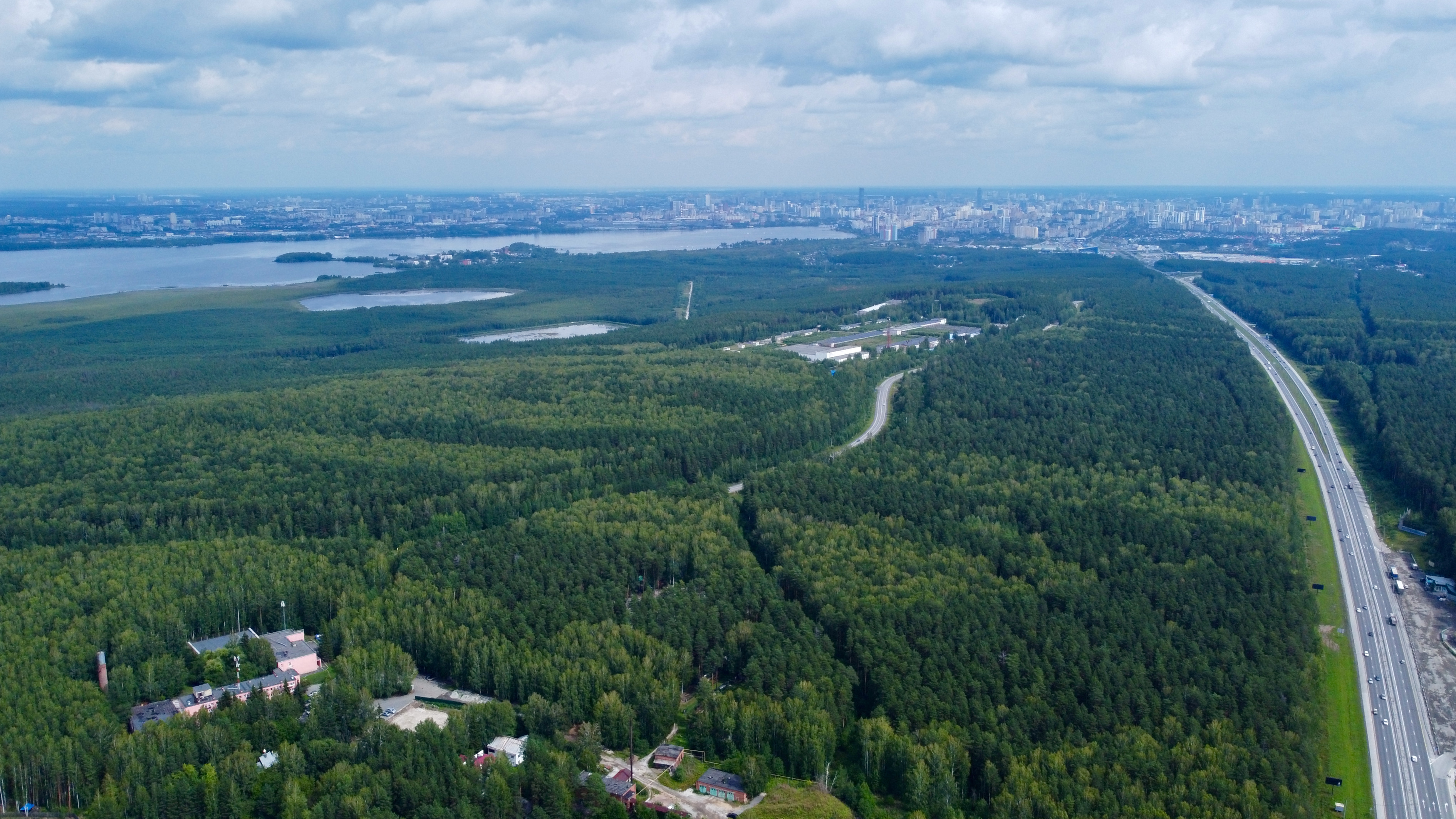
Новомосковский тракт в Екатеринбурге, озеро Здохня и Верх-Исетского пруда на дальнем плане слева

Здохня располагается в Верх-Исетском районе Екатеринбурга, к югу от Верх-Исетского пруда, с котором оно соединено протоком. Представляет собой небольшое, округлой формы озеро. Имеет плоские, преимущественно заболоченные берега, поросшие осокой, тростником и рогозом, в наиболее сухих местах также развит кустарник из низкорослой ольхи и ивняка. Здохня считается бессточной, но в многоводные года из её северной части в Верх-Исетский пруд стекает небольшой ручеёк. Рыба в озере не водится.
В озере Малая Здохня произрастают краснокнижные кувшинки.
С 2018 года ведутся работы по очищению озера Здохня от ила, образовавшегося в результате работы построенного в 1970-х годах неподалёку шламового накопителя.